# Айская Группа
Айская Группа — упразднённая в 1973 году деревня на территории современного Саткинском районе Челябинской области России. Вошла в черту рабочего посёлка Межевой

## География
Расположена на западе области, на левом берегу реки Ай.
Главная улица — Айская.

## История
В 1973 году посёлок Новая Пристань, деревни Ваняшкино, Айская Группа, Парамоновка были включены в состав образуемого рабочего посёлка Межевой.